# 카우케네스현
카우케네스현(스페인어: Provincia de Cauquenes)은 칠레 마울레 주를 구성하는 4개의 현 가운데 하나로 현도는 카우케네스이며 면적은 3,027.2km2, 인구는 54,145명(2012년 기준), 인구 밀도는 18명/km2이다.